# Tipula (Lunatipula) adzharolivida
Tipula (Lunatipula) adzharolivida is een tweevleugelige uit de familie langpootmuggen (Tipulidae). De soort komt voor in het Palearctisch gebied.